# Bój pod Gawinowiczami

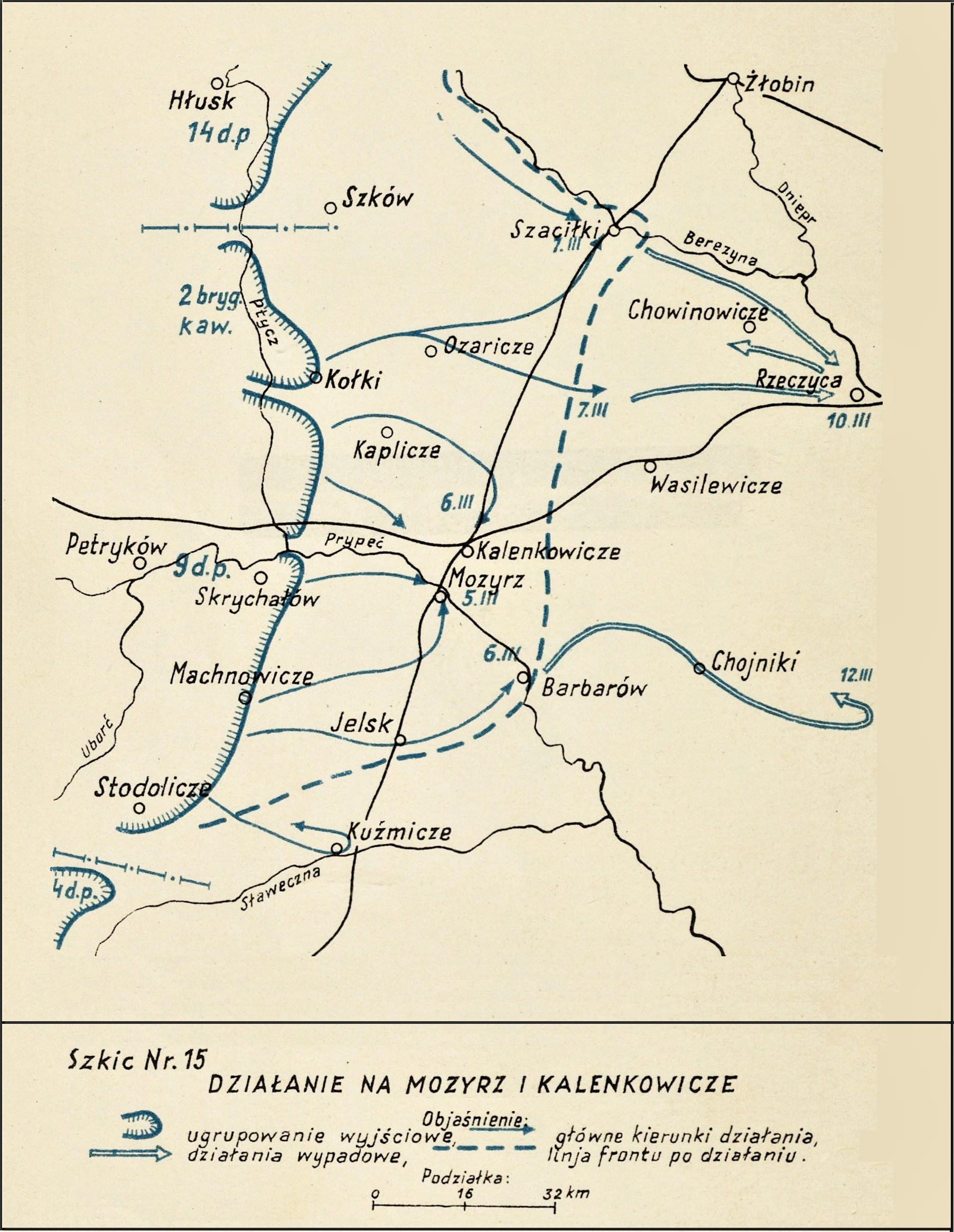
Adam Przybylski,
Wojna Polska 1918–1921

Bój pod Gawinowiczami – część operacji mozyrskiej; walki polskiego 10 pułku ułanów toczone z sowiecką 170 Brygadą Strzelców w czasie ofensywy wiosennej wojsk polskich w okresie wojny polsko-bolszewickiej.

## Geneza
Zimą 1919/1920 na froncie polsko-sowieckim odnotowywano tylko działania lokalne. Linia frontu była rozciągnięta od środkowej Dźwiny, wzdłuż Berezyny, Uborci, Słuczy, po Dniestr. Zastój w działaniach wojennych obie strony wykorzystywały na przygotowanie się do decydujących rozstrzygnięć militarnych planowanych na wiosnę i lato 1920
Jeszcze jesienią 1919 ówczesny dowódca 9 Dywizji Piechoty płk Władysław Sikorski zaproponował uderzenie na Mozyrz i Kalinkowicze. Jego zdaniem, opanowanie tych miejscowości przerwałoby linię kolejową Piotrogród–Orsza–Żłobin–Kalinkowicze–Żmerynka, która łączyła trzy fronty sowieckie: Północny (estoński i łotewski), Zachodni (polski) i Południowy (skierowany przeciw Denikinowi), a wojskom polskim umożliwiłoby wyjście z błot poleskich i umocnienie się na suchym terenie „półwyspu” mozyrskiego. Do tej koncepcji wrócono na początku roku 1920. Naczelny Wódz Józef Piłsudski wydał 26 lutego 1920 rozkaz skierowany do dowódcy Grupy Poleskiej płk. Władysława Sikorskiego uderzenia na Mozyrz i Kalinkowicze. 

## Walczące wojska
| Jednostka                 | Dowódca                | Podporządkowanie |
| Wojsko Polskie            |                        |                  |
| dowództwo Grupy Poleskiej | płk Władysław Sikorski |                  |
| 2 Brygada Jazdy           |                        | Grupa Poleska    |
| ⇒ 3/10 pułku ułanów       | rtm. Jerzy Jastrzębski | 10 pułk ułanów   |
| Armia Czerwona            |                        |                  |
| dowództwo 12 Armii        | Siergiej Mieżeninow    | Front Zachodni   |
| ⇒ 57 Dywizja Strzelców    | F.A. Kuzniecow         | 12 Armia         |
| → 170 Brygada Strzelców   |                        |                  |

## Walki pod Gawinowiczami
Podczas ofensywy polskiej Grupy Poleskiej na Mozyrz i Kalenkowicze jej lewe skrzydło ubezpieczała 2 Brygada Jazdy. Wchodzący w jej skład 10 pułk ułanów wysłał 8 marca 1920 na rozpoznanie w kierunku Horwala i Rzeczycy 3 szwadron rtm. Jerzego Jastrzębskiego. Następnego dnia szwadron doszedł do Rudnik, a wzięci tam do niewoli sowieccy jeńcy zeznali, że w pobliskich Gawinowiczach zatrzymał się sztab brygady wchodzącej w skład 57 Dywizji Strzelców. Dowódca 3 szwadronu rtm. Jastrzębski zebrał czternastu ułanów i z tak szczupłym oddziałkiem ruszył na Gawinowicze.Jeszcze przed miejscowością napotkano kolumnę sztabu, która maszerowała na Krasne. Niespodziewana szarża ułanów kompletnie zaskoczyła ochronę sztabu, która nie podjęła walki i rzuciła się do ucieczki.

## Bilans walk
Zaskoczenie i brawurowe działanie stało się podstawą polskiego zwycięstwa. Do niewoli wzięto 72 jeńców, zdobyto 7 ckm-ów, tabory i dużą ilość sprzętu telefonicznego.